# Back to Black (filme)
Back to Black (mesmo título em Portugal e no Brasil) é um filme britânico-americano de 2024, do gênero drama biográfico, dirigido por Sam Taylor-Johnson, baseado na vida da cantora e compositora britânica Amy Winehouse. Com roteiro escrito por Jack O'Connell, Eddie Marsan, Juliet Cowan e Lesley Manville, é estrelado por Marisa Abela, que interpreta a cantora britânica, Jack O'Connell, Eddie Marsan, Juliet Cowan e Lesley Manville.
Após a morte de Winehouse em 2011, vários cineastas tentaram criar projetos biográficos, mas nenhum deles progrediu. Em 2018, o espólio de Winehouse anunciou que havia assinado um contrato para uma cinebiografia sobre sua vida e carreira. Em julho de 2022, o StudioCanal avançou com a produção e as filmagens aconteceram em Londres de janeiro a abril de 2023.
O filme foi lançado nos cinemas pela StudioCanal na Austrália em 11 de abril de 2024 e no Reino Unido em 12 de abril de 2024, e pela Focus Features nos Estados Unidos em 10 de maio de 2024.

## Enredo
O filme mergulha na decadência de Amy Winehouse, desde seu início como musicista de jazz do norte de Londres no início dos anos 2000 até sua ascensão à fama como cantora ganhadora do Grammy com sucessos como “Rehab” e “Back to Black".
O filme abre com cenas da família judia de Amy Winehouse, seu pai Mitch e sua avó "Nan" Cynthia, com seu amor pela música e pelo canto. O amigo de Amy, Tyler, entrega a seu empresário Nick uma fita demo da gravação de Amy e fica impressionado com seu talento. Ela então assina contrato com a Island Records e lança seu primeiro álbum, Frank.
Depois de desfrutar de um sucesso aclamado, sua gravadora deseja alterar algumas mudanças em sua atuação no palco, das quais Amy discorda veementemente. Amy então revela que precisa de uma folga para viver suas músicas e então conhece Blake Fielder-Civil em um pub em Camden Town, onde eles se apaixonam. O relacionamento deles logo é perturbado pelo vício em cocaína de Blake, pelo alcoolismo de Amy e por sua bulimia. Depois de vivenciar o comportamento irritado de Amy, Blake revela que acha que eles seriam melhores como amigos e quer melhorar as coisas com sua ex-namorada Becky, o que deixa Amy com o coração partido. Antes de ir para Nova Iorque, ela descobre que sua avó está morrendo de câncer de pulmão. Depois de um período difícil em que todos esses eventos traumatizantes aconteceram ao mesmo tempo, ela reúne inspiração para escrever seu álbum de sucesso Back to Black.
Blake e Amy se reconciliam logo após o lançamento de seu segundo álbum. Eles se casam em Miami, Flórida, para desespero de Mitch. Mas logo depois, Blake é preso e cumpre pena de dois anos de prisão por perverter o curso da justiça. Antes de ser libertado e de Amy se tornar viciada em drogas, Blake revela que está recebendo aconselhamento e informa a Amy que deseja se divorciar, pois deseja um novo começo.
Após vários apagões, Amy decide aceitar a "reabilitação". Mais tarde, ela recebeu cinco prêmios Grammy. A última cena mostra sua nova casa em Camden Square, onde Amy agora está livre das drogas e tentando lidar com sua dependência do álcool. Depois de se despedir de seu pai, Mitch, pela última vez, os paparazzi aparecem do lado de fora de seu portão e revelam que Blake tem uma nova namorada e vai ter um filho. O filme termina com Amy chorosa cantando "Tears Dry on Their Own" para si mesma e termina com ela subindo as escadas para sua morte.
O filme possui 4 cenas deletadas, a primeira é de Winehouse cantando "Love Is A Losing Game" no Mercury Awards em setembro de 2007, a segunda é uma cena onde Amy tem uma overdose enquanto é visitada pelo seu pai, e é levada para uma ambulância enquanto paparazzis a fotografam. a terceira cena mostra Winehouse em seu período de 2010, mas não apresenta muitos detalhes. Amy apenas observa uma vitrine com lustres, utilizando uma vestido preto da marca "Fred Perry", óculos escuros e segurando um copo. a quarta e última cena mostra Amy e Blake sendo levados por Mitch Winehouse e o empresário Raye Cosbert para uma clínica de reabilitação. durante o momento, Amy está sentada em uma cadeira de rodas, recebendo uma injeção de uma enfermeira, enquanto Blake, Mitch e Raye esperavam ao lado de fora.

## Elenco
- Marisa Abela como Amy Winehouse
- Jack O'Connell como Blake Fielder-Civil
- Eddie Marsan como Mitch Winehouse
- Juliet Cowan como Janis Collins-Winehouse
- Lesley Manville como Cynthia Winehouse
- Sam Buchanan como Nick Shymansky
- Harley Bird como Juliette Ashby
- Ansu Kabia como Raye Cosbert
- Ryan O'Doherty como Chris Taylor
- Spike Fearn como Tyler James
- Francesca Henry como Chantelle Dusette
- Liv Longbourne como Catriona Gourlay
- Bronson Webb como Joey
- Therica Wilson-Read como Becky
- Thelma Ruby como tia Renée
- Matilda Thorpe como Melody Abelson-Winehouse
- Pete Lee-Wilson como Perfume Pete
- Miltos Yerolemou como Jimmy

Além disso, Jeff Tunke foi escalado como Mark Ronson, mas suas cenas acabaram sendo cortadas.

## Produção

### Desenvolvimento
Após a morte de Winehouse em 2011, os cineastas tentaram criar um filme biográfico com vários projetos, mas nenhum avançou. Um projeto incluiu um em 2015 da Lotus Entertainment com Noomi Rapace como protagonista. Em outubro de 2018, foi anunciado que o espólio de Winehouse havia assinado um acordo para fazer um filme biográfico sobre sua vida e carreira. Em julho de 2022, o Deadline Hollywood informou que o StudioCanal estava em negociação para um longa-metragem intitulado Back to Black retratando a vida e a carreira musical de Winehouse. Sam Taylor-Johnson dirigiu a partir de um roteiro de Matt Greenhalgh. Alison Owen e Debra Hayward produziram sob sua bandeira Monumental Pictures, ao lado de Nicky Kentish-Barnes.

### Elenco
Em janeiro de 2023, foi noticiado que Marisa Abela estrelaria como Winehouse. Jack O'Connell, Eddie Marsan e Lesley Manville foram anunciados ao elenco no final daquele mês. O'Connell interpreta Blake Fielder-Civil, marido de Amy de 2007 a 2009. Marsan e Manville interpretam o pai e a avó de Amy, Mitch Winehouse e Cynthia Winehouse, respectivamente. Juliet Cowan interpreta a mãe de Amy, Janis Winehouse-Collins. Nina Gold atuou como diretora de elenco.

### Filmagem
As gravações ocorreram em Londres de janeiro a abril de 2023, com Polly Morgan como diretora de fotografia. As cenas foram filmadas no Ronnie Scott's Jazz Club, fora do primeiro apartamento de Winehouse em Camden Town e em Primrose Hill. Em fevereiro, as cenas foram filmadas dentro do Metropolis Studios em Chiswick. De 13 a 18 de março, a produção mudou para Fitzrovia para gravar cenas na Fitzroy Square. Na semana seguinte, Abela e O'Connell filmaram cenas no Zoológico de Londres.

### Música
Back to Black apresenta muitas das canções de Winehouse da Universal Music Group e Sony Music Publishing, com os vocais de Abela ao longo do filme. Nick Cave e Warren Ellis fizeram a trilha sonora do filme, enquanto Giles Martin atuou como produtor musical.
Em março de 2024, uma compilação da trilha sonora das gravações originais de Winehouse foi anunciada junto com faixas de artistas que foram suas inspirações, como Dinah Washington, Minnie Riperton e The Shangri-Las. Suas vozes são apresentadas no filme. Uma nova música de Nick Cave, "Song for Amy", foi incluída.

## Lançamento
Originalmente programado para ser lançado pelo StudioCanal na Austrália em 18 de abril de 2024, o lançamento do filme foi adiado em uma semana, para 11 de abril. O filme foi lançado em Portugal em 11 de abril de 2024, e respectivamente pela StudioCanal UK e Kino Swiat no Reino Unido e na Polônia em 12 de abril de 2024, seguido pela Alemanha e Holanda em 18 de abril, e França e Nova Zelândia na semana seguinte.
Back to Black é distribuído pela Focus Features nos Estados Unidos, com sua controladora Universal Pictures distribuindo internacionalmente, excluindo territórios onde o StudioCanal ou suas afiliadas detêm os direitos do filme.
A Focus Features programou originalmente o filme para ser lançado nos EUA em 10 de maio de 2024, mas a data de lançamento foi posteriormente adiada uma semana depois. No Brasil, foi lançado em 16 de maio de 2024, também pela Universal Pictures.

## Recepção

### Bilheteria
Back to Black estreou em primeiro lugar no Reino Unido e na Irlanda com £ 2,77 milhões (US$ 3,4 milhões), à frente de Guerra Civil.

### Crítica
No site agregador de críticas Rotten Tomatoes, 38% das 60 resenhas dos críticos são positivas, com uma avaliação média de 4,5/10. O consenso da crítica dizia: "A abordagem simpática de Back to Black à história do assunto é um antídoto atrasado para o tratamento dos tablóides que ela frequentemente recebia na vida, mesmo que os resultados finais sejam decepcionantemente prosaicos." Já no Metacritic, que dá uma média ponderada, atribuiu ao filme uma pontuação de 49 em 100, com base em 18 críticos, indicando críticas "mistas ou médias".
Owen Gleiberman, da Variety, descobriu que "o drama de jazz e estrela do rock de Sam Taylor-Johnson exerce um fascínio autêntico, mesmo que sua história de amor de viciado disfuncional nos mantenha à distância". Nick Levine da NME também avaliou Back to Black com quatro de cinco estrelas, afirmando que "Este filme sempre enfrentaria acusações de exploração – dada a forma como Winehouse foi examinada quando ela estava viva – mas os pessimistas não precisavam se preocupar. O filme de Taylor-Johnson (particularmente o final) é impressionantemente hábil e delicado".
Hamish Macbain do Evening Standard criticou o filme, escrevendo "A cena final, em particular, com suas implicações sensacionalistas completa e totalmente infundadas, me fez ofegar fisicamente de horror". Charlotte O'Sullivan, do The Independent, deu ao filme uma pontuação de dois em cinco estrelas, afirmando que "Apesar das fortes atuações de Marisa Abela e Jack O'Connell como o falecido ícone e seu ex-marido Blake Fielder-Civil, o polêmico filme de Sam Taylor-Johnson anda na ponta dos pés ao julgar qualquer um que não faça parte dos paparazzi – Blake e o pai de Amy, Mitch, saem impunes".
Escrevendo para o IndieWire, Vikram Murthi concluiu: "A sinceridade palpável por trás de Back to Black quase torna suas inúmeras fraquezas mais evidentes. Todos os envolvidos no filme abordam o falecido artista com amor e respeito, mas seus instintos espalhafatosos e senso de responsabilidade equivocado decepcionaram sua memória. Sua recusa em mergulhar nas feias realidades do vício ou do estrelato pop gera um vago retrato de uma garota perdida que precisa ser salva".